# XV Giochi del Mediterraneo
I XV Giochi del Mediterraneo si sono svolti ad Almería, Spagna, dal 24 giugno al 3 luglio 2005. Atleti provenienti da 21 nazioni hanno gareggiato in 25 sport differenti.
Le cerimonie di apertura e chiusura si sono svolte allo Estadio Mediterraneo di Almeria, che ha ospitato anche le gare di atletica, calcio e atletica per disabili. Lo stadio può ospitare fino a 15000 spettatori, ma durante i giochi fu ampliato con installazioni speciali fino ai 20000. La sua costruzione ha richiesto due anni, dal luglio 2002 allo stesso mese del 2004.
Lo stadio comprende una pista di riscaldamento interna, sala vip, sala stampa, laboratori per i controlli antidoping e altre.

## Sviluppo e preparazione

### Sedi di gara

#### Almería
- Stadio Mediterraneo - Atletica leggera, Atletica leggera per disabili, Calcio
- Palazzo dello Sport Mediterraneo - Ginnastica artistica, Pallavolo
- Centro Sportivo Las Almadrabillas - Nuoto, Nuoto per disabili, Pallanuoto
- Palazzetto del Sport Moisés Ruiz - Ginnastica artistica, Ginnastica ritmica, Pallavolo
- Campo da Golf del Villaggio Mediterraneo - Golf
- Club Ippico di Almería- Ippica
- Palazzetto dello Sport Rafael Florido - Jūdō, Karate
- Stadio della Gioventù Emilio Campra - Tiro con l'arco
- Palazzetto dello Sport della Gioventù Antonio Rivera - Sollevamento pesi
- Club velico di Almería - Vela
- Plaza de Toros - Bocce
- Stadio di Beach volley di El Palmeral - Beach volley
- Palazzetto dello Sport di Los Angeles - Boxe

#### Cuevas del Almanzora
- Canale di Cuevas del Almanzora - Canoa, Kayak

#### El Ejido
- Stadio - Calcio
- Palazzetto dello Sport - Pallacanestro
- Padiglione dello Sport di Las Norias - Pallavolo

#### Gádor
- Tiro a segno dei Giochi del Mediterraneo - Tiro a segno, Tiro a volo

#### Huércal de Almería
- Tennis Clud di Almería - Tennis
- Palazzetto dello Sport - Lotta

#### Roquetas de Mar
- Stadio Antonio Peroles - Calcio
- Palazzetto dello Sport Infanta Cristina - Pallamano
- Palazzetto dello Sport Máximo Cuervo - Tennistavolo, Scherma

#### Vícar
- Stadio - Calcio
- Palazzetto dello Sport - Pallamano

### Logo
Il logo dei XV Giochi del Mediterraneo concentra in sé sia l'idea di sport che il riferimento alla città organizzatrice.
La forma concatenata della stella e i colori olimpici della stessa riflettono la fratellanza fra i popoli del Mediterraneo, e la stella stessa risulta essere simbolo di eccellenza e vittoria nelle competizioni. 
Almería è invece rappresentata dalla forma arabeggiante del logo, che ricorda quindi le origini arabe della città.

### Mascotte
La mascotte dei Giochi di Almeria 2005 si chiama Indalete, una versione moderna e multicolore di Indalo, un disegno ancestrale risalente al Neolitico che si trova nella Cueva de los Letreros nel paese di Vélez-Blanco, situato a circa 160 km da Almería. Tale figura rappresenta un uomo con le braccia aperte, che tiene fra le mani un arco che passa sopra la propria testa e si ipotizza che possa essere un arciere che punta il proprio arco verso il cielo.
Il personaggio è stato disegnato dal designer sivigliano Antonio Esquivias e venne scelto tra 26 possibili mascotte tramite votazione pubblica da parte degli abitanti di Almería. Anche il nome uscì da un processo di selezione e votazione popolare.

## I Giochi

### Paesi partecipanti
In elenco, i paesi partecipanti in base all'ordine alfabetico:
- Albania
- Algeria
- Bosnia ed Erzegovina
- Croazia
- Cipro
- Egitto
- Francia

- Grecia
- Italia
- Libano
- Libia
- Malta
- Monaco
- Marocco

- San Marino
- Serbia e Montenegro
- Slovenia
- Spagna
- Siria
- Tunisia
- Turchia

### Sport
Il programma della XV edizione dei Giochi del Mediterraneo prevedeva competizioni nei seguenti sport:
- Atletica leggera (dettagli)
- Beach volley (dettagli)
- Bocce (dettagli)
- Calcio (dettagli)
- Canoa/kayak (dettagli)
- Ciclismo (dettagli)
- Canottaggio (dettagli)
- Ginnastica artistica (dettagli)
- Ginnastica ritmica (dettagli)
- Golf (dettagli)
- Handisport (dettagli)
- Judo (dettagli)
- Karate (dettagli)
- Lotta (dettagli)
- Nuoto (dettagli)
- Pallacanestro (dettagli)
- Pallamano (dettagli)
- Pallanuoto (dettagli)
- Pallavolo (dettagli)
- Pugilato (dettagli)
- Sollevamento pesi (dettagli)
- Scherma (dettagli)
- Equitazione (dettagli)
- Tennis (dettagli)
- Tennistavolo (dettagli)
- Tiro con l'arco (dettagli)
- Tiro (dettagli)
- Vela (dettagli)

### Calendario
Durante i XV Giochi del Mediterraneo si sono svolte competizioni in 25 discipline sportive nell'arco di 10 giorni dal 24 giugno al 3 luglio 2005. Tre partite di calcio si sono però svolte il 23 giugno prima dell'apertura ufficiale dei Giochi.
La tabella seguente presenta il calendario delle competizioni, indicando anche il numero di specialità sportive per ogni disciplina (e quindi il numero di medaglie d'oro totali per ciascun sport):
| ● | Cerimonia di apertura | ● | Competizioni | ● | Finali | ● | Cerimonia di chiusura |

|                           | Data  | Data  | Data  | Data  | Data  | Data  | Data  | Data  | Data  | Data  | Data  |
| Sport                     | 23.06 | 24.06 | 25.06 | 26.06 | 27.06 | 28.06 | 29.06 | 30.06 | 01.07 | 02.07 | 03.07 |
| ------------------------- | ----- | ----- | ----- | ----- | ----- | ----- | ----- | ----- | ----- | ----- | ----- |
| Cerimonie                 |       | ●     |       |       |       |       |       |       |       |       | ●     |
| Atletica leggera (45)     |       |       |       |       |       |       | ●     | ●     | ●     | ●     |       |
| Pallacanestro (2)         |       | ●     | ●     | ●     | ●     | ●     | ●     | ●     | ●     |       |       |
| Pallamano (2)             |       |       | ●     | ●     | ●     | ●     | ●     | ●     | ●     | ●     |       |
| Pugilato (11)             |       |       |       |       | ●     | ●     | ●     | ●     | ●     | ●     |       |
| Ciclismo (2)              |       |       |       |       |       |       | ●     |       |       | ●     |       |
| Scherma (5)               |       |       | ●     | ●     | ●     |       |       |       |       |       |       |
| Calcio(1)                 | ●     |       | ●     |       | ●     |       | ●     |       | ●     |       | ●     |
| Ginnastica artistica (14) |       |       | ●     | ●     | ●     | ●     |       |       |       |       |       |
| Ginnastica ritmica (1)    |       |       |       |       |       |       |       |       | ●     | ●     |       |
| Golf (4)                  |       |       |       |       | ●     | ●     | ●     | ●     |       |       |       |
| Sollevamento pesi (13)    |       |       | ●     | ●     | ●     | ●     | ●     | ●     |       |       |       |
| Equitazione (2)           |       |       |       |       |       |       | ●     |       | ●     |       |       |
| Judo (14)                 |       |       |       |       |       | ●     |       |       | ●     |       |       |
| Karate (13)               |       |       | ●     | ●     |       |       |       |       |       |       |       |
| Lotta (18)                |       |       |       | ●     | ●     | ●     | ●     | ●     | ●     |       |       |
| Nuoto (40)                |       | ●     | ●     | ●     | ●     | ●     |       |       |       |       |       |
| Pallanuoto (1)            |       |       |       |       |       | ●     | ●     | ●     | ●     | ●     | ●     |
| Bocce (6)                 |       |       |       | ●     | ●     | ●     | ●     |       |       |       |       |
| Canoa/kayak (6)           |       |       | ●     | ●     |       |       |       |       |       |       |       |
| Canottaggio (8)           |       |       |       |       |       |       | ●     | ●     | ●     |       |       |
| Tennis (4)                |       |       |       |       |       |       | ●     | ●     | ●     | ●     | ●     |
| Tennistavolo (4)          |       |       |       |       |       |       | ●     | ●     | ●     | ●     | ●     |
| Tiro (12)                 |       |       | ●     | ●     | ●     | ●     |       |       |       |       |       |
| Tiro con l'arco (3)       |       |       |       |       |       | ●     | ●     | ●     |       |       |       |
| Vela (5)                  |       |       | ●     | ●     | ●     | ●     | ●     | ●     | ●     | ●     |       |
| Beach volley (2)          |       | ●     | ●     | ●     |       |       |       |       |       |       |       |
| Pallavolo (2)             | ●     | ●     | ●     | ●     | ●     | ●     | ●     | ●     | ●     | ●     | ●     |
| Sport per disabili        |       |       | ●     | ●     |       |       |       | ●     |       |       |       |
|                           | 23.06 | 24.06 | 25.06 | 26.06 | 27.06 | 28.06 | 29.06 | 30.06 | 01.07 | 02.07 | 03.07 |

## Medagliere
| Pos.   | Paese                | Oro | Argento | Bronzo | Tot. |
| ------ | -------------------- | --- | ------- | ------ | ---- |
| 1      | Italia               | 57  | 40      | 56     | 153  |
| 2      | Francia              | 56  | 51      | 46     | 153  |
| 3      | Spagna               | 45  | 59      | 48     | 152  |
| 4      | Turchia              | 20  | 24      | 29     | 73   |
| 5      | Egitto               | 15  | 10      | 18     | 43   |
| 6      | Grecia               | 13  | 15      | 31     | 59   |
| 7      | Tunisia              | 13  | 7       | 15     | 35   |
| 8      | Slovenia             | 10  | 8       | 17     | 35   |
| 9      | Algeria              | 9   | 5       | 11     | 25   |
| 10     | Serbia               | 8   | 9       | 15     | 32   |
| 11     | Croazia              | 5   | 10      | 11     | 26   |
| 12     | Marocco              | 3   | 6       | 3      | 12   |
| 13     | Siria                | 1   | 5       | 5      | 11   |
| 14     | Cipro                | 1   | 4       | 2      | 7    |
| 15     | Bosnia ed Erzegovina | 1   | 2       | 3      | 6    |
| 16     | Libia                | 1   | 0       | 1      | 2    |
| 17     | Albania              | 0   | 2       | 4      | 6    |
| 18     | San Marino           | 0   | 1       | 0      | 1    |
| 19     | Malta                | 0   | 0       | 1      | 1    |
| Totale | Totale               | 268 | 258     | 370    | 896  |

## Galleria d'immagini

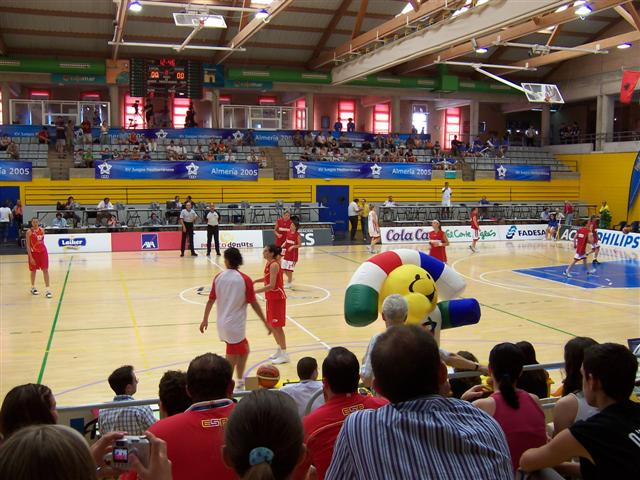
Un momento dell'incontro di pallacanestro femminile Spagna-Turchia
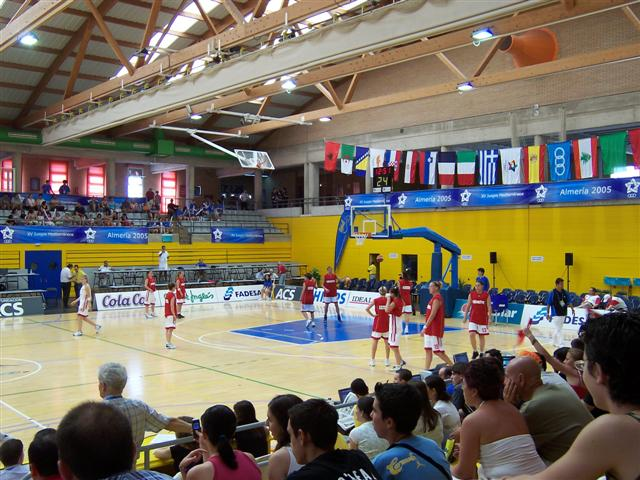
Un altro momento dell'incontro di pallacanestro femminile Spagna-Turchia